# Celesty
Celesty est un groupe de power metal finlandais, originaire de Seinäjoki. En 2009, le groupe compte un total de quatre albums studio, incluant leur dernier, Vendetta, en collaboration avec l’Orchestre Philharmonique de Tampere.

## Biographie

### Débuts (1998–2004)
Le groupe est formé en 1998, initialement sous le nom de Celestial, par le batteur Jere Luokkamäki et le bassiste Ari Katajamäki. Ils sont rejoints en 1999 par le guitariste Tapani Kangas et entrent en studio pour enregistrer une démo qui ne paraîtra finalement jamais. L’année 2000 est remplie de bouleversement pour le groupe avec le départ de Tapani et Ari qui durent aller faire leur service militaire. La même année, le groupe change de nom pour devenir Celesty ; le guitariste Juha-Pekka Alanen le rejoint accompagné d’un ami à lui, le chanteur Kimmo Perämäki. Ils enregistrent leur première démo Warrior of Ice. En 2001, Jere découvre le claviériste Juha Mäenpää, le groupe commence à trouver ses marques.
Après quelques concerts en Finlande avec, notamment, Sonata Arctica, le groupe retourne en studio en mars 2002 pour faire sa seconde démo Times Before The Ice. Grâce aux bonnes critiques sur leurs enregistrements, Celesty signe avec Arise Records durant l’été de 2002. Ils enregistrent leur premier album Reign of Elements aux studios finlandais Fantom. En 2003, ils commencent à composer les chansons de leur prochain album, Legacy of Hate, qu’ils présentent comme un album « très agressif et plus sombre que les précédents. » Pendant ce temps, le chanteur Kimmo Perämäki quitte le groupe, et est remplacé par Antti Railio avec qui ils enregistrent leur deuxième album qui paraît en 2004. Le style musical de Legacy of Hate est comparé à celui de Helloween par VS-Webzine.

### Troisième et quatrième albums (2005–2011)
En août 2005, ils sont rejoints par le guitariste et compositeur Teemu Koskela. Leur troisième album, Mortal Mind Creation, sort en 2006. Entretemps, le guitariste et compositeur Teemu Koskela se joint à Celesty. Le groupe tourne en soutien à l'album Mortal Mind Creation, qui a été enregistré aux Midas Studios de Vaasa.
En avril 2008, Celesty signe au label allemand Spinefarm Records. En décembre 2008, le groupe révèle le titre de son nouvel album à venir, Vendetta. Le 10 mars 2009 sort le clip de la chanson Fading Away. Un jour plus tard, le 11 mars 2009, sort Vendetta et le groupe se produit en concert pour la première fois hors de la Finlande. À la fin de l’année est annoncée le départ du chanteur Antti Railio qui est remplacé par Tony Turunen, le frère de Tarja Turunen, ancienne chanteuse de Nightwish. Tapani Kangas annonce son départ du groupe dans une lettre en août 2010.

### Pause et reprise (depuis 2012)
Celesty se met en pause pendant une durée indéterminée en 2012. En 2015, le groupe annonce sa réunion.

## Membres

### Membres actuels
- Ari Katajamäki - basse (depuis 1998)[1]
- Jere Luokkamäki - batterie (depuis 1998)[1]
- Tapani Kangas - guitare, guitare rythmique (1999-2010, depuis 2015)[1]
- Kimmo Perämäki - chant (2000-2003, depuis 2015)[1]
- Juha Mäenpää - clavier (depuis 2001)[1]
- Teemu Koskela - guitare (depuis 2005)[1]

### Anciens membres
- Timo Lepistö - guitare (1998-1999)
- Marika Kleemola - clavier (1998-1999)
- Tommi Ritola - chant (1998-1999)
- Jari Lehtola - guitare (1999)
- J-P Alanen - guitare (2000-2005)
- Antti Railio - chant (2003-2009)
- Tony Turunen - chant (2010-2012)

## Discographie

### Démos
- 2001 : Warrior of Ice
- 2002 : Times Before the Ice